# Dorfkirche Obersdorf (Sangerhausen)

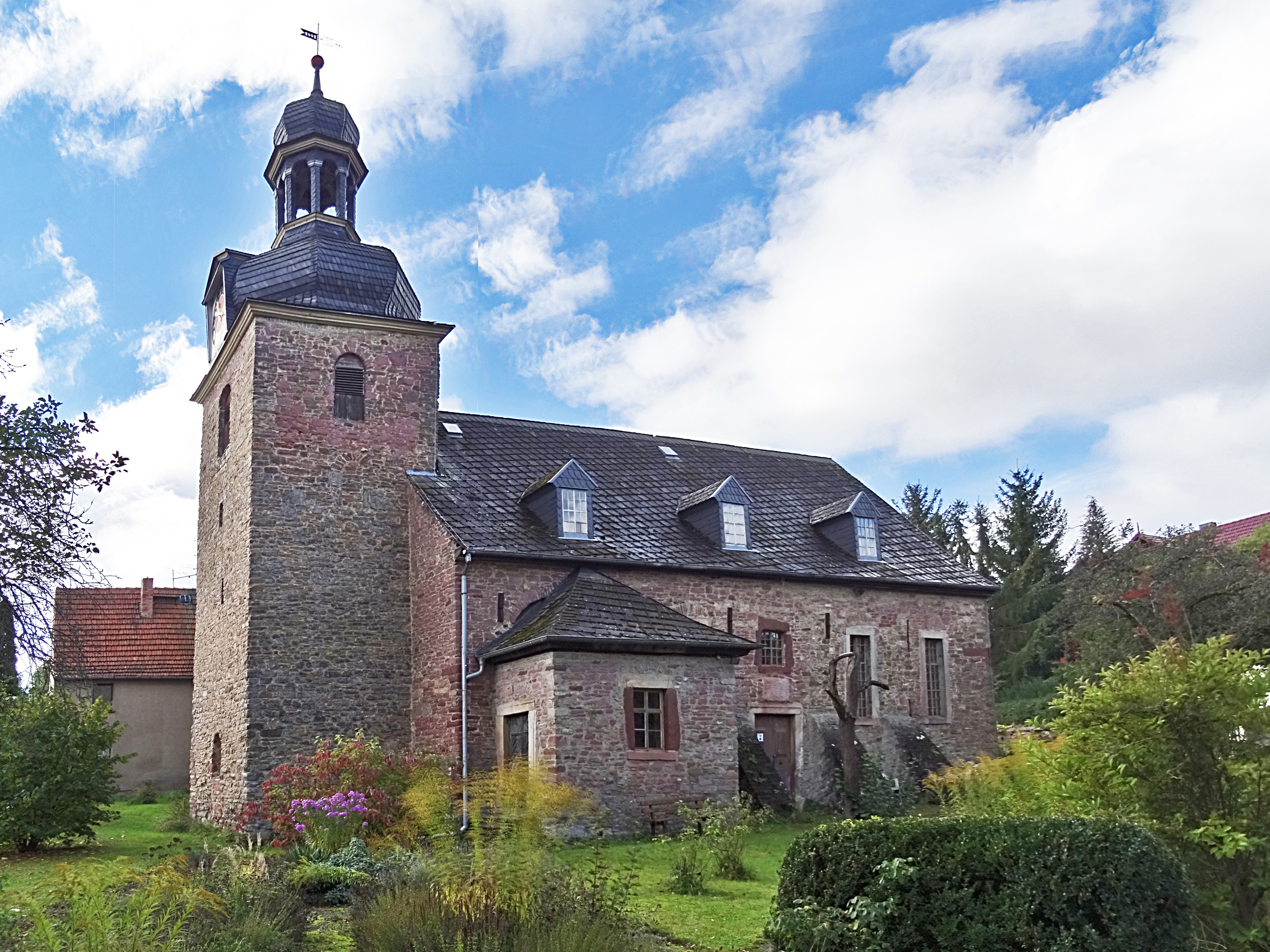
Die Kirche von Nordosten

Die evangelische Dorfkirche Obersdorf steht im Ortsteil Obersdorf der Stadt Sangerhausen im Landkreis Mansfeld-Südharz in Sachsen-Anhalt. Sie gehört zum Pfarrbereich Obersdorf im Kirchenkreis Eisleben-Sömmerda der Evangelischen Kirche in Mitteldeutschland.

## Geschichte

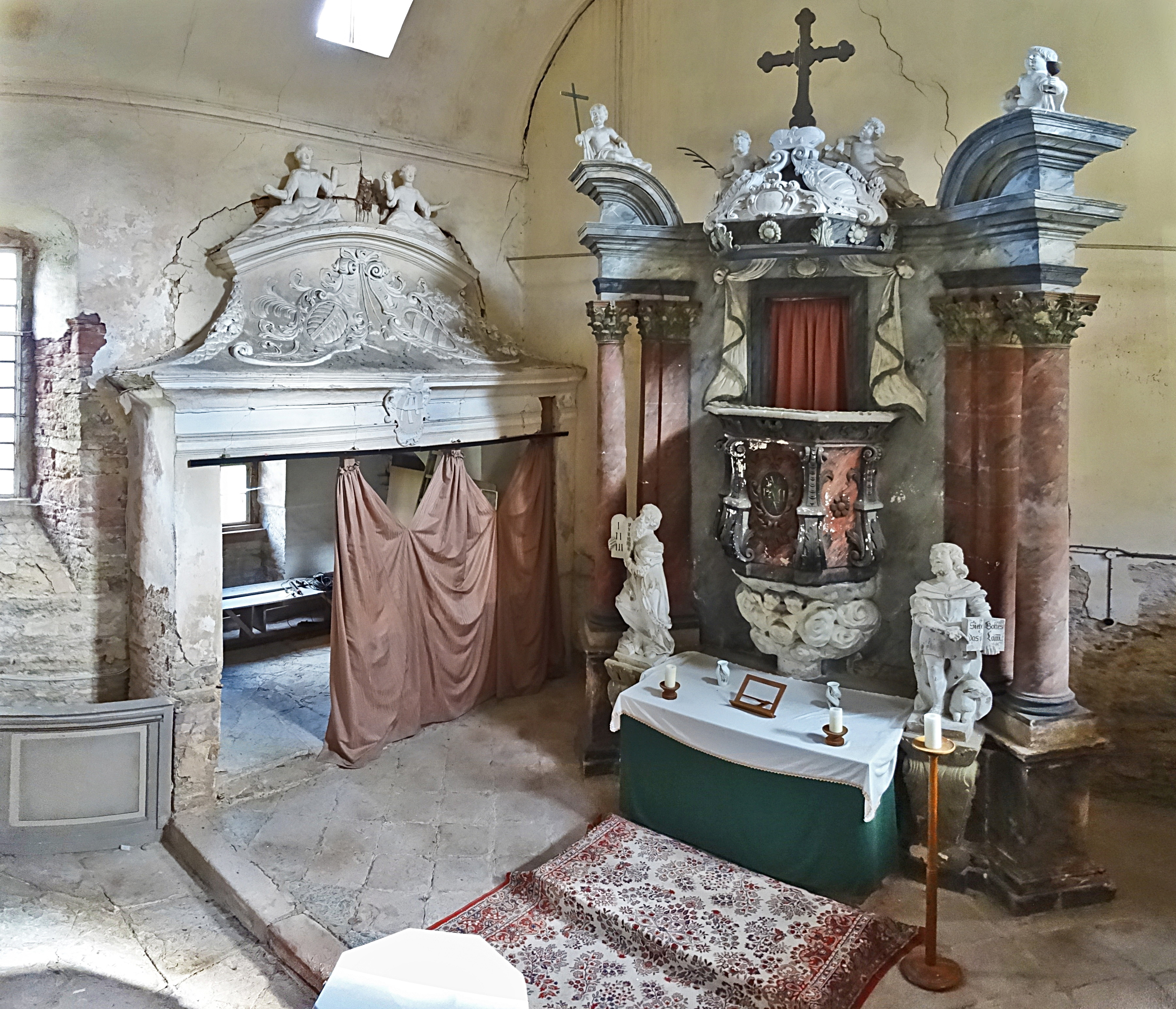
Patronatsloge und Kanzelaltar

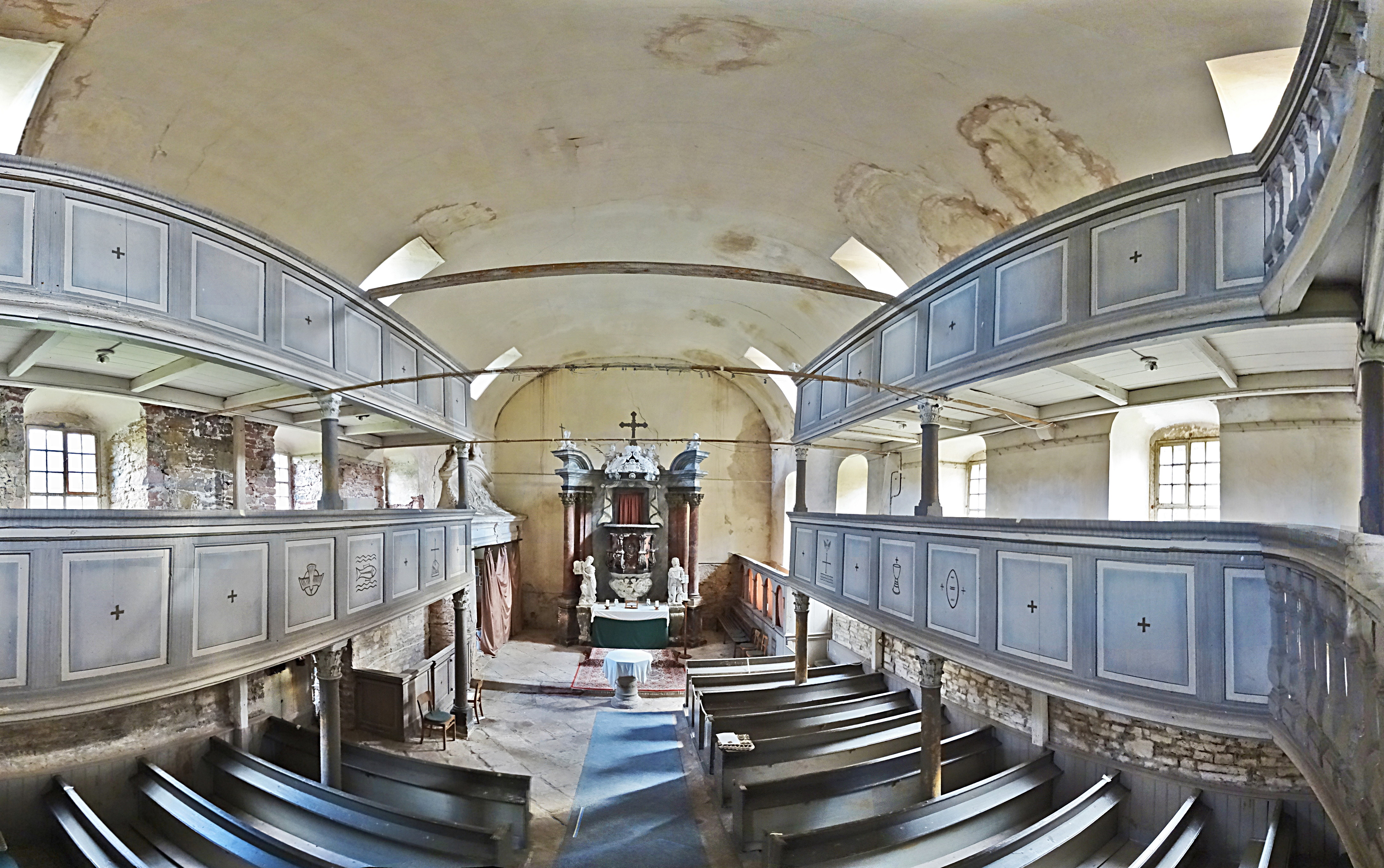
Innenansicht 2021

Die Dorfkirche befindet sich in der bestimmenden Lage des einstigen Dorfes in der Mitte des Ortsteils und ist von einem großen mit einer Mauer umfriedeten Kirchhof umgeben.
Der Ostturm der Chorturmkirche ist mittelalterlichen Ursprungs. Das Kirchenschiff wurde auf Veranlassung von Herzog Johann Adolf II. von Sachsen-Weißenfels, dem Inhaber des Apanageguts Obersdorf, zwischen 1727 und 1729 anstelle eines Vorgängerbaus neu errichtet. Es ist mit einer Tonnendecke ausgestattet. Im Raum befindet sich ein Kanzelaltar und eine Patronatsloge. Auch die Herren von Morungen spielten eine große Rolle, denn in der Gruft der Kirche sind sie zur Ruhe gebettet.

## Die Orgel

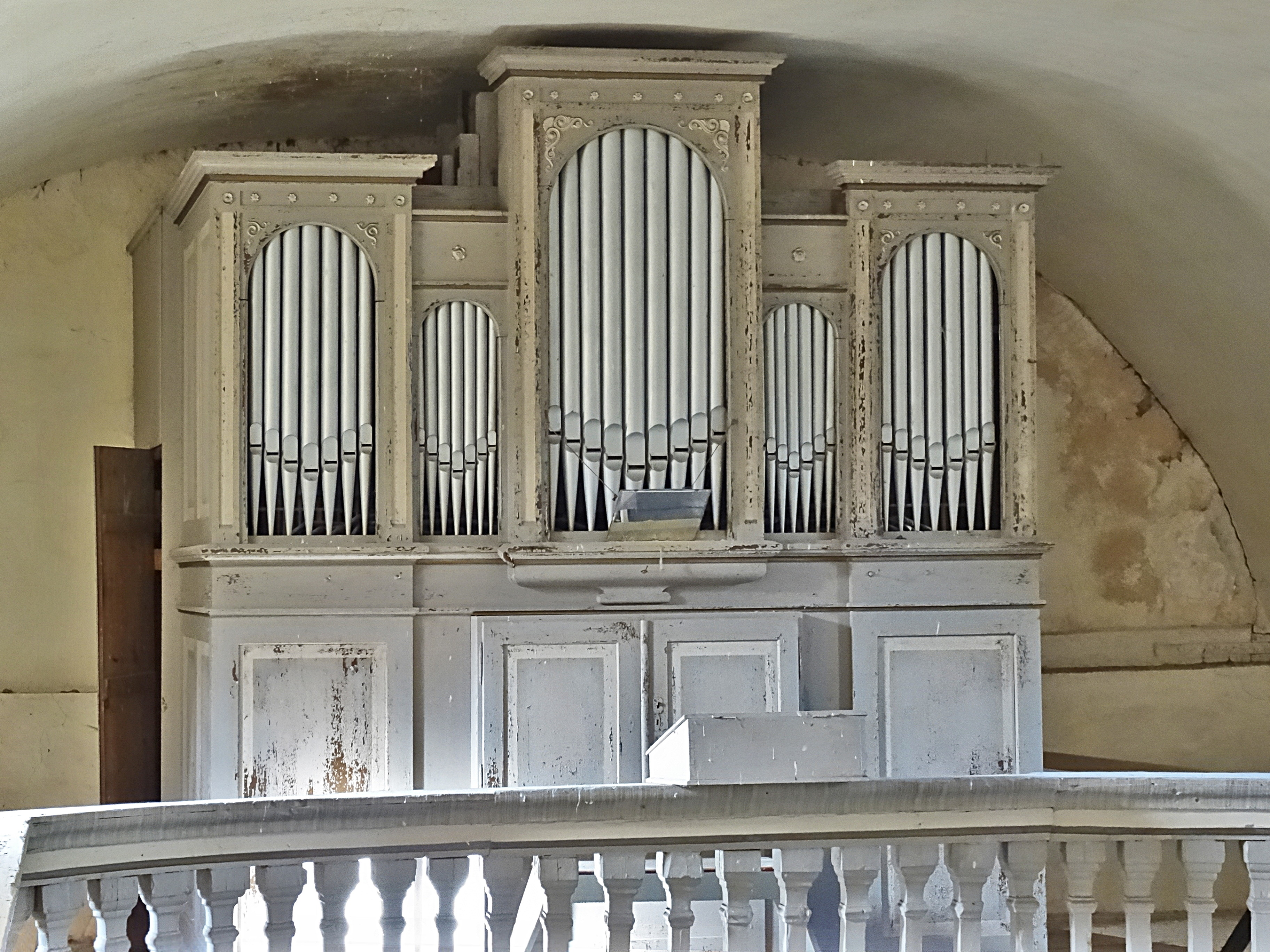
Rühlmann-Orgel 2021

Die Orgel wurde 1884 als Opus 54 von Wilhelm Rühlmann aus Zörbig errichtet. Sie besitzt 14 Register, zwei Manuale und Pedal, Schleifladen, mechanische Traktur und ist baugeschichtlich eine bemerkenswerte Landorgel, aber leider zurzeit nicht mehr bespielbar.